# Kaelakee hääl
Kaelakee hääl – utwór estońskich wokalistów Maarji-Liis Ilus i Ivo Linnego, napisany przez Kaari Sillamaę i Priita Pajusaara, nagrany i wydany w 1996 roku. Singel reprezentował Estonię podczas 41. Konkursu Piosenki Eurowizji w 1996 roku.

## Historia utworu

### Nagranie
Tekst do piosenki napisała Kaari Sillamaa, a muzykę skomponował Priit Pajusaar. Utwór został nagrany na potrzeby 41. Konkursu Piosenki Eurowizji, który odbył się w 1996 roku. Oprócz estońskojęzycznej wersji singla, para nagrała także dwie wersje utworu w języku angielskim („Away from Home” i „Just a Dream Away”), a także wersję w języku grecko-angielskim („Just a Dream Away - Pali esena tha onirefto”).

#### Nagrywanie
Poszczególne instrumenty w utworze nagrali:
- Taavo Remmel – gitara basowa
- Roland Puusepp – perkusja
- Glen Pilvre – syntezator
- Anne Värvimann – wokal wspierający

### Konkurs Piosenki Eurowizji
W 1996 roku utwór reprezentował Estonię podczas rundy kwalifikacyjnej do 41. Konkursu Piosenki Eurowizji, w której zajął 5. miejsce i awansował do finału. Podczas koncertu finałowego, który odbył się 18 maja w Oslo Spektrum w Oslo, utwór został zaprezentowany jako jedenasty w kolejności i ostatecznie zdobył 94 punkty, plasując się na 5. miejscu finałowej klasyfikacji. Dyrygentem orkiestry podczas występu duetu był Tarmo Leinatamm, a na scenie towarzyszyli parze także klawiszowiec Glen Pilvre, perkusista Roland Puusepp, gitarzysta Taavo Remmel i chórzystka Anne Värvimann.

## Lista utworów
CD single.
1. „Away from Home” – 2:57
2. „Kaelakee hääl” (Estonian Version) – 2:57
3. „Away from Home” (Sax Edit) – 2:57